# Sint-Bonifatiuskerk (De Rijp)
De Sint-Bonifatiuskerk is een rooms-katholieke kerk aan de Rechtestraat 164 in het dorp De Rijp in de provincie Noord-Holland.
De kerk werd gebouwd tussen 1860 en 1863 naar een ontwerp van de architecten Johannes van Straaten en diens schoonzoon Wilhelmus Jacobus Johannes Offenberg. Zij ontwierpen de kerk in een neogotische stijl. De eenbeukige kerk heeft veelhoekig gesloten koor. De kerk verving een schuurkerk die in 1804 werd gebouwd. In de toren hangt een van elders gekomen klok, die in 1667 werd gegoten door de klokkengieter Pieter Hemony.
In het interieur is veel werk terug te vinden dat vervaardigd is in het atelier Cuypers-Stoltzenberg, zoals het hoofdaltaar, de preekstoel, de orgelkast en de kruiswegstaties. De gebrandschilderde ramen zijn vervaardigd door de glazenier Lou Asperslagh en door atelier Nicolas uit Roermond.
De kerk is erkend als rijksmonument.

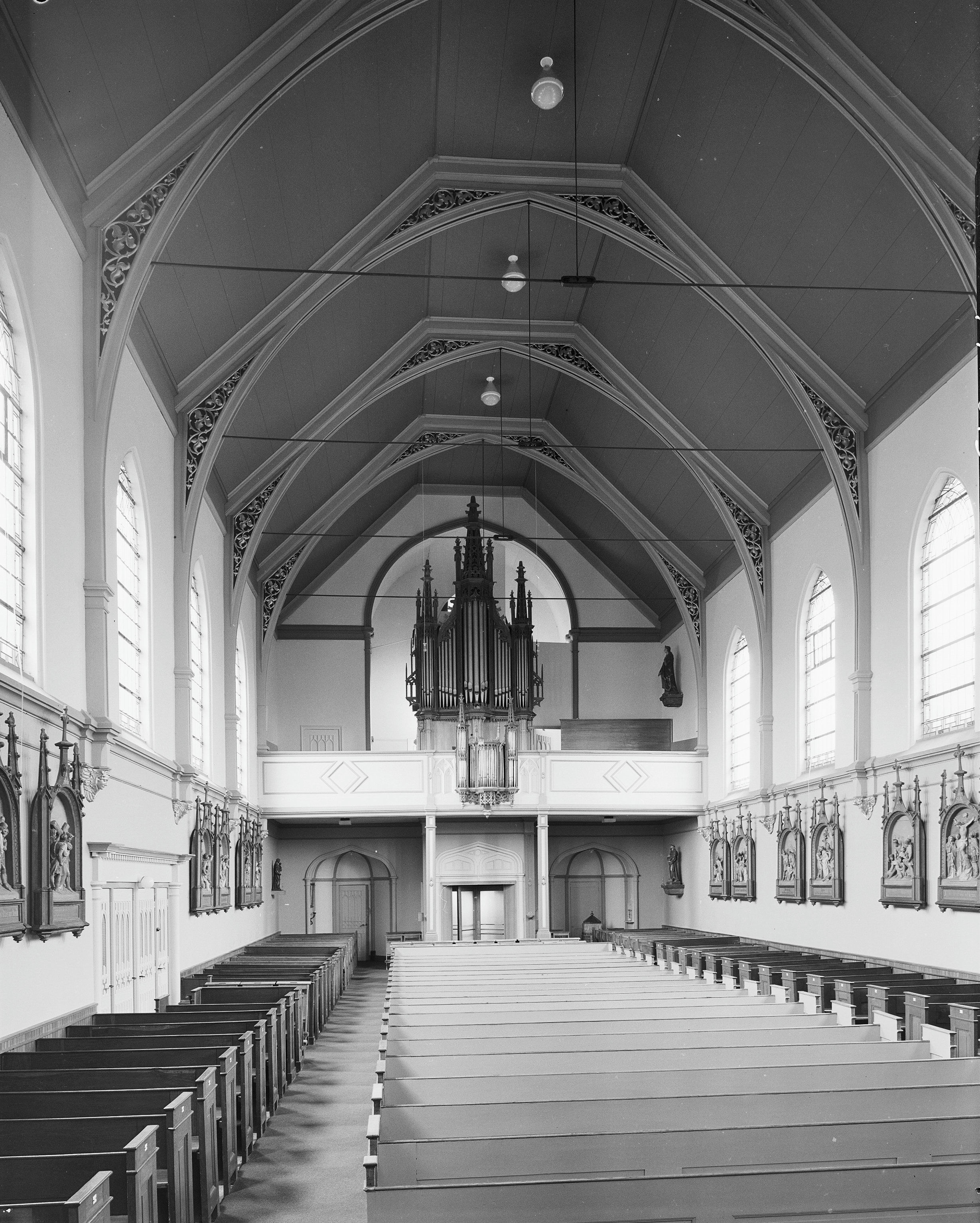
Het interieur van de kerk